# Етноелефантологія
Етноелефантологія — розділ етномастозоології, який досліджує екологічні і культурні взаємозв'язки між людиною і слонами.